# Agromyza rubi
Agromyza rubi är en tvåvingeart som beskrevs av Carl Gustav Alexander Brischke 1881. Agromyza rubi ingår i släktet Agromyza och familjen minerarflugor.
Artens utbredningsområde är Polen. Inga underarter finns listade i Catalogue of Life.